# Liste der Bodendenkmale in Lengenfeld (Vogtland)
In der Liste der Bodendenkmale in Lengenfeld sind die Bodendenkmale der Stadt Lengenfeld und ihrer Ortsteile nach dem Stand der Auflistung von Volkmar Geupel aus dem Jahr 1983 aufgelistet. Eventuelle Änderungen und Ergänzungen, insbesondere aus der Zeit nach der Wende, sind nicht berücksichtigt, da für Sachsen aktuell keine neueren allgemein zugänglichen Bodendenkmallisten vorliegen. Die Baudenkmale sind in der Liste der Kulturdenkmale in Lengenfeld (Vogtland) aufgeführt.
| Denkmal-ID | Fundart            | Ortsteil    | Bezeichnung                                       | Zeitstellung    | Lage                                                              | Bemerkungen | Bild |
| ---------- | ------------------ | ----------- | ------------------------------------------------- | --------------- | ----------------------------------------------------------------- | --- | ---- |
| ?          | Befestigung > Burg | Grün        | Wehranlage „Hammergut“, „Wal“                     | Mittelalter     | südlicher Ortsausgang, in der Göltzschaue                         | ursprünglich Niederungsburg mit umlaufendem wasserführenden Graben, eingeebnet und überbaut, Schutz seit 5. Oktober 1970 |      |
| ?          | Befestigung > Burg | Plohn       | Wehranlage „Schloss“                              | Mittelalter     | nördlich im Ort, Bergsporn zwischen Plohnbach und einem Nebenbach | Höhenburg in Spornlage, teilweise überbaut, Abschnittsgraben als leichte Senke erkennbar, Schutz seit 7. Dezember 1970   |      |
| ?          | besonderer Stein   | Waldkirchen | Steinkreuz Pfaarkopf                              | Spätmittelalter | Ortmitte, auf einer Wiese südöstlich der Hauptstraße              | Kopf und ein Arm fehlen, Schutz seit 19. November 1963                                                                   |      |
| ?          | Befestigung > Burg | Weißensand  | Wehranlage „Heidenschanze“, „Schlossberg“, „Burg“ | Mittelalter     | östlich des Orts auf einem Bergsporn über der Göltzsch            | Höhenburg in Spornlage, zwei Abschnittsgräben mit dazwischen liegendem Wall im Süden, Schutz seit 7. Juli 1956           |      |